# Enheduanna
Enheduanna, Enkheduanna of Encheduanna (2285-2250 v.Chr.) was in het Akkadische Ur een hogepriesteres van Nanna. Zij was de dochter van koning Sargon van Akkad, de stichter van het Akkadische Rijk. Enheduanna stelde de Akkadische Isjtar gelijk aan de Soemerische Inanna.
Zij schreef de oudste literaire teksten waarvan de auteur bekend is. Deze zijn door haar opgesteld in spijkerschrift en dateren van de 23e eeuw v.Chr. Er zijn zes literaire werken van haar hand bekend, waarvan een aantal in de vorm van een cyclus van hymnen. Met deze teksten begint een traditie waarbij de schrijver zich door een colofon aan het einde van de tekst identificeert. Zij identificeerde zich in haar teksten met Inanna.

De geschiedenis van Inanna wordt verweven met autobiografische elementen uit haar leven. Zo beklaagt Enheduanna zich over haar verbanning uit de tempel en bezingt haar beproevingen om weer in de gunst van de godin te mogen terugkeren.

## Hymnen
Enheduanna staat bekend als auteur van verschillende Soemerische hymnen. De hymnen die ze schreef voor Inanna vormen de oudste geschreven portrettering van een godin. Het is ook het vroegste geschreven verslag van iemands bewust innerlijk leven. 
- Nin-me-sara, "The Exaltatie van Inanna", 153 regels, uitgegeven en vertaald door Hallo en van Dijk (1968). De eerste 65 regels richten zich tot de godin met een lijst epitheta en vergelijken haar met An de oppergod. Daarna spreekt Enheduanna in de eerst persoon en klaagt over haar verbanning uit de tempel en uit de steden Ur en Uruk. Zij vraagt de tussenkomst van Nanna. Regels 122-135 reciteren goddelijke attributen van Inanna.
- In-nin sa-gur-ra, 274 regels (onvolledig), uitgegeven door Sjöberg (1976) met gebruik van 29 fragmenten.
- In-nin me-hus-a, "Inanna en Ebih", eerst vertaald door Limet (1969).
- The Tempelhymnen, uitgegeven door Sjoberg en Bergmann (1969): 42 hymnen van variërende lengte, gericht aan tempels.
- Hymne tot Nanna, uitg. door Westenholz.

Westenholz gaf nog een ander fragment van een hymne uit, gericht aan Enheduanna zelf, blijkbaar van een anonieme opsteller, met aanduiding van haar apotheose na haar dood.

## Vertalingen
- Sophus Helle, Enheduana. The Complete Poems of the World's First Author, 2023. ISBN 9780300264173
- Betty De Shong Meador, Inanna, Lady of Largest Heart. Poems of the Sumerian High Priestess Enheduanna, University of Texas, 2001. ISBN 0-292-75242-3
- Åke W. Sjöberg en E. Bermann, The Collection of the Sumerian Temple Hymns, Locust Valley, J.J. Augustin, 1969.
- William W. Hallo en J.J.A. van Dijk, The Exaltation of Inanna, Yale University Press, 1968.